# Lễ, Bảo Định
Lễ (chữ Hán giản thể: 蠡县, âm Hán Việt: Lễ huyện) là một huyện thuộc địa cấp thị Bảo Định, tỉnh Hà Bắc, Cộng hòa Nhân dân Trung Hoa. Huyện này có diện tích 652 ki-lô-mét vuông, dân số 480.000 người. Mã số bưu chính là 071400. Chính quyền huyện đóng ở trấn Lễ Ngô. Về mặt hành chính, huyện Lễ được chia thành 8 trấn, 5 hương. 
- Trấn: Lễ Ngô, Lưu Sử, Đại Bách Xích, Tân Hưng, Bắc Quách, Vạn An, Tang Nguyên, Nam Trang.
- Hương: Bắc Niệm Đầu, Bảo Khư, Tiểu Trần, Lâm Bảo, Đại Khúc Đề.